# Grafo di Frucht

Grafo di Frucht

Colorazione del grafo di Frucht

Il grafo di Frucht è un grafo 3-regolare con 12 vertici e 18 archi descritto per la prima volta da Robert Frucht nel 1939.
Il grafo di Frucht è un grafo planare hamiltoniano con numero cromatico 3.